# シルクセンター
シルクセンター（英: Silk Center）は、神奈川県横浜市中区山下町の横浜港大さん橋入口近くにある、横浜港における生糸・絹産業および貿易の振興ならびに観光事業の発展を目的とした施設である。

## 概要
開港当初イギリスの貿易商社ジャーディン・マセソン商会（怡和洋行）のオフィスがあり、英一番館と呼ばれた由緒ある地に、当時の神奈川県知事内山岩太郎の発案により横浜開港100周年を記念して1959年（昭和34年）にオープンした。正式名称をシルクセンター国際貿易観光会館（略称KKK）という。コンペにより設計を担当した建築家坂倉準三はル・コルビュジエの弟子で強い影響を受けており、コルビュジエの建築を彷彿とさせる外観で、横浜港を見渡せる。
横浜市の所有地に神奈川県が建設した関係から、代々副知事が経営陣に参加した。
低層階と高層階に分かれており、高層階は低層階から突き出たような形になっている。開館当初より高層階にはシルクホテルがあり、横浜港を代表するホテルとして世界にも知られたが、ホテルニュージャパン火災を受けて消防法改正に伴い、営業を断念した。
その中でも、シルクセンターの高層階（旧シルクホテル施設の6階から10階まで）については15年間空き家の状態だったが、1998年より「SOHO YOKOHAMA INCUBATION CENTER（再生・運営管理SOHO-INC）」という創業・ベンチャー企業向けのインキュベート施設として再生され横浜港の発展に貢献している。再生に当たりSOHO-INCに対し、経済産業省、神奈川県、横浜市、NTT、ドコモ、アップルコンピュータジャパン等の支援協力があった。
その後、2009年10月に、低層階を管理する財団法人シルクセンター国際貿易観光会館が「旧シルクホテル」から所有権の譲渡を受けた等に伴い、2010年4月1日から、「SOHO YOKOHAMA INCUBATION CENTER」は「横浜シルクセンターSOHO」に継承され、新たに横浜シルクセンターSOHO事務局が管理運営を行うことになった。
低層階には2･3階にシルク博物館があり、船会社、港湾会社等のオフィスや、郵便局、神奈川県観光協会観光案内所等が入居している。当初は横浜生絲取引所も4階に入居していた。
1972年、日中国交正常化に伴い日本が中華民国（台湾）と断交するまで、402号室に在横浜中華民国総領事館が入居していた。
道路をはさみ横浜開港資料館、山下公園、波止場会館があり、日本大通りや神奈川県庁舎や横浜税関、横浜スタジアムもほど近く、開港当初からの横浜港と一体化した横浜市の中心地にある。

## 交通情報
神奈川県横浜市中区山下町1番地
- 横浜高速鉄道みなとみらい線 日本大通り駅から徒歩3分
- JR根岸線、横浜市営地下鉄ブルーライン 関内駅から徒歩15分
- 横浜市営バス「大さん橋入口」から徒歩2分
- 山下公園の西端の出口から徒歩3分